# Região Geográfica Imediata de Concórdia
A Região Geográfica Imediata de Concórdia é uma das 24 regiões imediatas do estado brasileiro de Santa Catarina, uma das 7 regiões imediatas que compõem a Região Geográfica Intermediária de Chapecó e uma das 509 regiões imediatas no Brasil, criadas pelo IBGE em 2017.
É composta de 12 municípios.A região é também denominada de Alto Uruguai Catarinense, tendo os municípios organizados na AMAUC.